# Jan Sypniewski
Jan Sypniewski (* 21. Juni 1923 in Krakau; † 27. Februar 1982 in Zürich) war ein polnischer Musikwissenschaftler, der in der Schweiz unter dem Pseudonym Jan Slawe als Jazzautor und Musikjournalist tätig war.

## Leben und Wirken
Sypniewski wuchs in Bromberg auf, wo er eine polnisch-französische Privat-Volksschule besuchte und dann das staatliche Gymnasium. Nach dem deutschen Überfall auf Polen floh er im Dezember 1939 nach Frankreich, wo er sich 1940 der polnischen Armee anschloss und im Krieg um Frankreich kämpfte. 1940 flüchtete er in die Schweiz, wo er als Militärperson über das Kriegsende hinaus bis 1946 interniert wurde. Er durfte seine Ausbildung fortsetzen, erst vom Internierten-Gymnasial-Lager Oberburg aus, später vom Hochschullager Winterthur: Nach seiner Matura 1941 studierte er an der Universität Zürich Musikwissenschaft, Philosophie und Pädagogik. Dort promovierte er 1947 mit der weltweit ersten musikwissenschaftlichen Dissertation zum Thema Jazz; was er in seiner Analyse über das Wesen des Jazz, über Synkopierung und Polyrhythmik schrieb, ist Manfred Papst zufolge immer noch lesenswert. In den nächsten Jahren verfasste er weitere Bücher, darunter auch eine erste deutschsprachige Monographie über Louis Armstrong.
Zwischen 1948 und 1963 arbeitete Sypniewski bei Radio Zürich, wo er zahlreiche Jazzsendungen gestaltete; zugleich schrieb er als Jazzkritiker für die Neue Zürcher Zeitung. 1963 wechselte er als Musikkritiker zum Tages-Anzeiger. Daneben wirkte er ab 1970 als Programmgestalter des Zürcher Kammerorchesters. Weiterhin war er langjährig in der Jury des Jazz Festival Zürich aktiv.
Sypniewski war auch als Autor für Liner Notes von Klassik- und Jazz-Tonträgern tätig. Zudem war er 1969 an der Gründung der Internationalen Gesellschaft für Jazzforschung in Graz beteiligt.

## Schriften
- Ein Problem der Gegenwarts-Musik: Jazz, unter besonderer Berücksichtigung des symphonischen Jazz (George Gershwin). Zürich 1947
- Einführung in die Jazzmusik. Verlag National-Zeitung, Basel 1948
- Das kleine Jazzwörterbuch. Verlag Sanssouci, Zürich 1953
- Louis Armstrong. 10 monographische Studien. Papillons-Verlag, Basel 1953